# Charles Pantz
L’entreprise Charles Pantz de Pont-à-Mousson dans le département de Meurthe-et-Moselle a été un constructeur automobile français pionnier entre 1899 et 1907.

## Historique

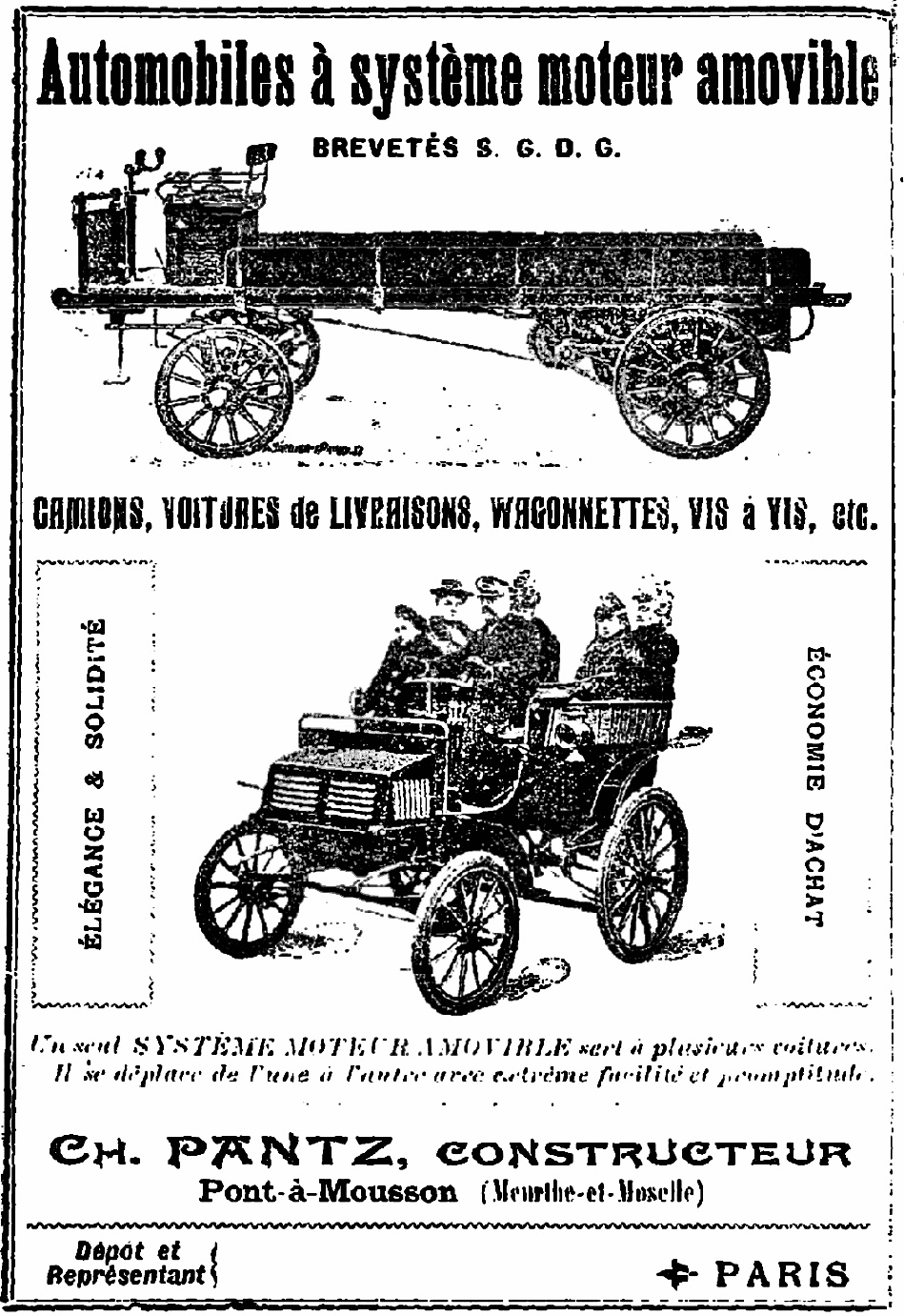
Charles Pantz (1900).

En 1899, Charles Pantz fonde l’entreprise du même nom. À Pont-à-Mousson, où se trouvait l’usine, seuls les camions étaient produits la première année. De 1900 à 1901, des automobiles ont également été produites. Au cours des années suivantes, seuls des camions et des fourgonnettes ont été produits, jusqu’à ce que la production cesse en 1907. Le moteur était bicylindre de 6 ch ou 8 ch. La boîte de vitesses avait quatre vitesses. La direction se faisait par l’intermédiaire d’un klaxon de direction semblable à celui d’une bicyclette. Pantz a fait sécuriser la technologie des moteurs rapidement amovibles avec le S.G.D.G.. La puissance était transmise à l’essieu arrière par l’intermédiaire de courroies et non à l’aide de chaînes, comme c’était généralement le cas à l’époque.
Caractéristiques techniques des camions Pantz de 1907 :
- Type 1500 kg avec moteur deux cylindres 9/11 cv
  - Le camion était équipé d’une boîte de vitesses à trois vitesses. Les vitesses dans les vitesses étaient de 3, 9 et 15 kilomètres par heure[2], [3].
- Type 2000 kg avec moteur 9/11 cv
- Type 2800 kg avec moteur 12/15 cv
- Type 3500 kg avec moteur 12/15 cv
- Type Omnibus 20 personnes avec moteur 12/15 cv

## Galerie

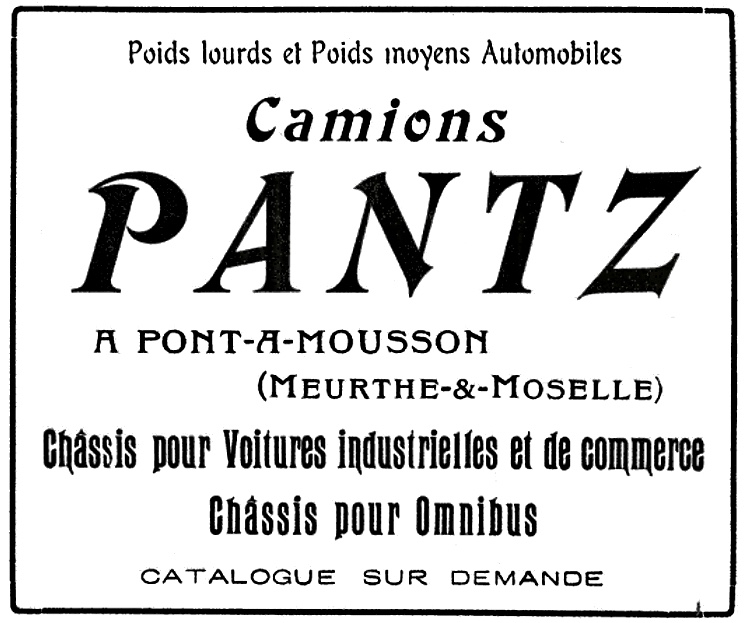
Camions Pantz.
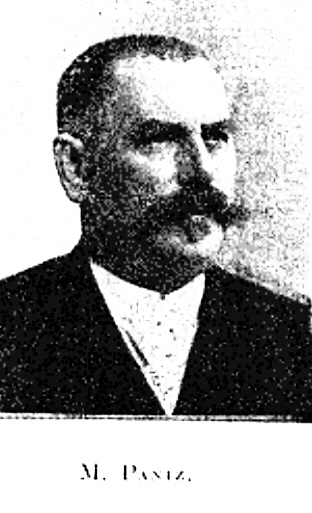
Charles Pantz.
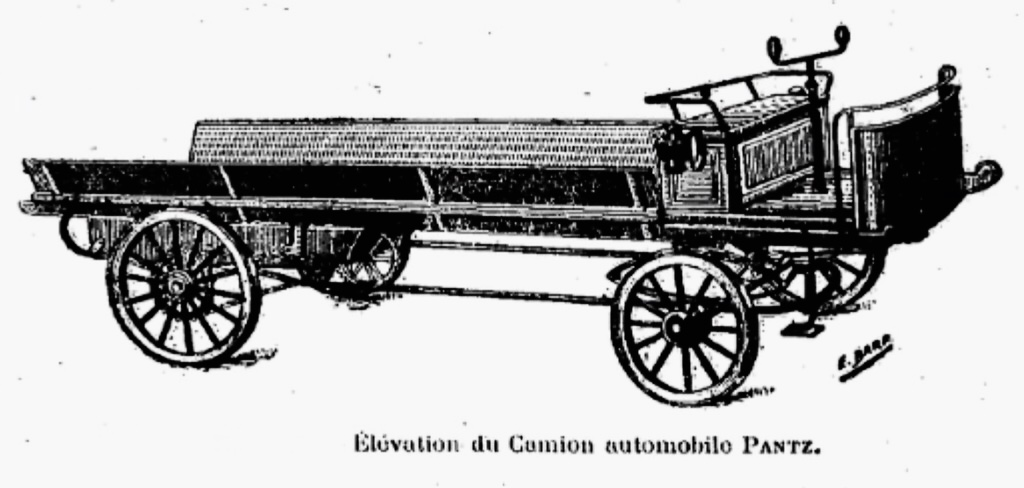
Camion Pantz (1899).
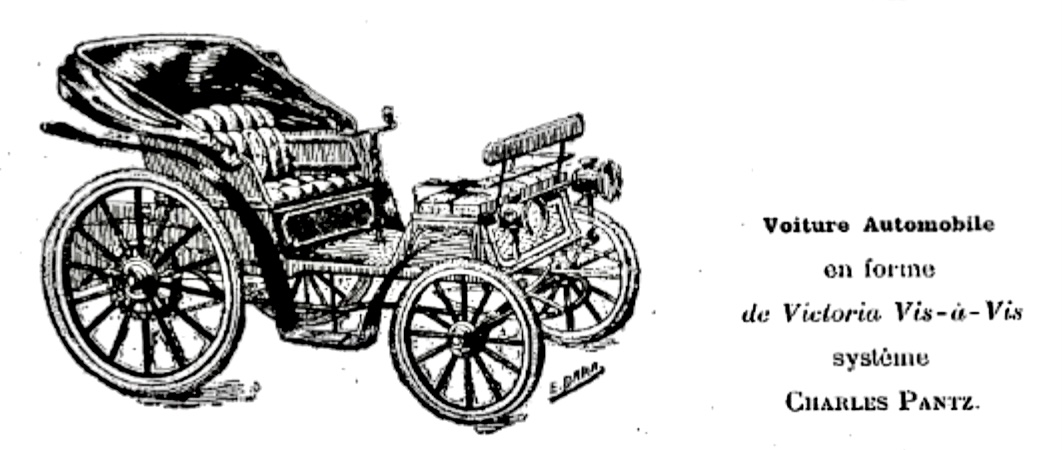
Vis à vis Pantz (1899).
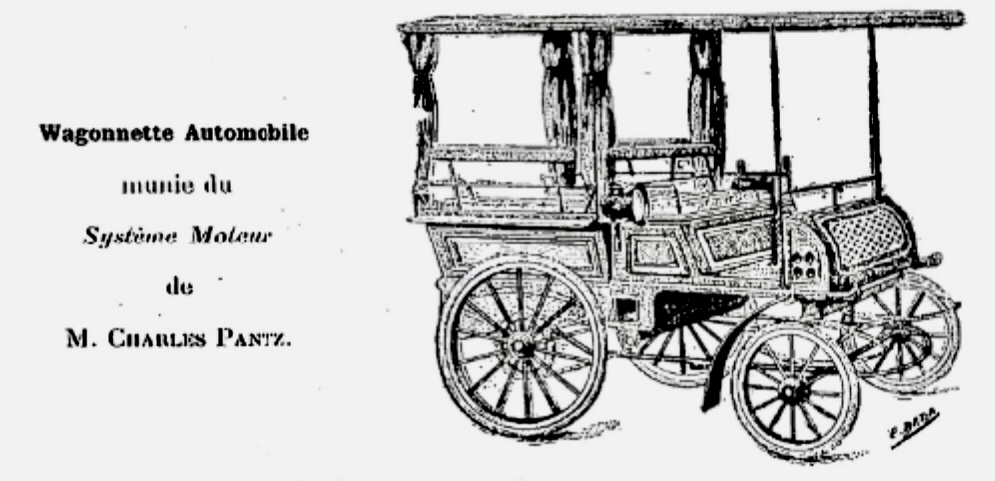
Wagonette Pantz (1899).